# Капане ди Личетро (Лука)
Капане ди Личетро је насеље у Италији у округу Лука, региону Тоскана.
Према процени из 2011. у насељу је живело 29 становника. Насеље се налази на надморској висини од 301 м.